# Helene Lohmann
Helene Lohmann (* 12. November 1784 in Bommern als Helene Berger; † 20. Juli 1866 in Witten) war eine deutsche Unternehmerin und Frauenrechtlerin.

## Leben
Geboren wurde Lohmann als Tochter von Peter Engelbert Berger, einem Industriellen, der vor allem durch den Kauf von Zechenanteilen zu Vermögen gekommen war. Ihr Bruder Carl Ludwig Berger gilt bis heute als der bedeutendste Industrielle in der Geschichte der Stadt Witten (als Gründer eines Gussstahlwerkes, das heute unter dem Namen Deutsche Edelstahlwerke GmbH Stahl in Witten produziert). 1808 heiratete Helene Berger Friedrich Lohmann d. J., einen Wittener Industriellen und Besitzer eines Stahlwerkes vor Ort. Zunächst blieb Helene Lohmann dem Haushalt verbunden und bekam sechs Kinder. Nach dem Tod ihres Mannes 1837 tat Helene Lohmann etwas für die Zeit, in der sie lebte, Ungewöhnliches: Sie übernahm die Geschäfte ihres verstorbenen Gatten. Dies ist umso ungewöhnlicher, als ihr ältester Sohn Friedrich 1837 bereits 27 Jahre alt war und man eigentlich davon ausging, dass er die Geschäfte seines Vaters weiterführen würde.
Helene Lohmann besaß Unternehmensbeteiligungen an dem Stahlwerk ihres Mannes, an einer Mühle, einer Weinbrennerei, dem Gut Berge zu Witten mit seiner Landwirtschaft (Haus Witten), einem Getreidehandel und nicht weniger als 69 Zechen. Helene Lohmann zählt damit zu einer der wenigen Unternehmerinnen der Ruhr-Industrialisierung im 19. Jahrhundert. Sie nutzte ihren Einfluss als erfolgreiche Geschäftsfrau, um unter anderem Fragen in Bezug auf die Rolle der Frau in ihrer Zeit öffentlich zu formulieren, ihr Haus galt weit über die Grenzen der Stadt Witten hinaus als ein Treffpunkt von Persönlichkeiten aus der Politik und Kultur.
Sie starb im Sommer 1866 im Alter von 81 Jahren in ihrem Haus.

## Helene-Lohmann-Realschule

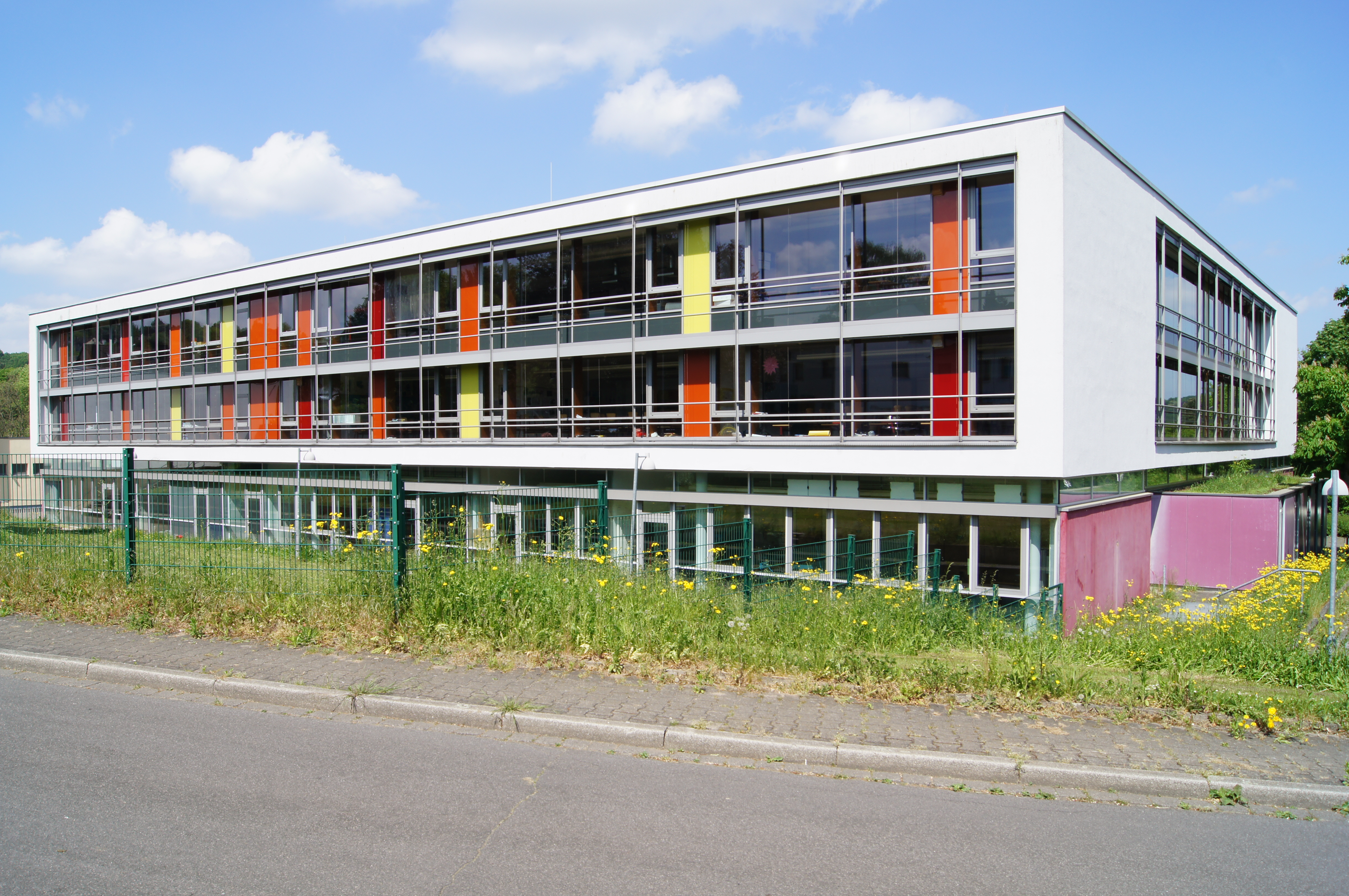
Helene-Lohmann-Realschule in Witten-Bommern 2018

Am 12. November 1998 entschied der Rat der Stadt Witten, die dritte Realschule der Stadt Helene-Lohmann-Realschule zu nennen. Sie befindet sich im Stadtteil Bommern, in dem sie geboren wurde.